# Bocska
Bocska ist eine ungarische Gemeinde im Kreis Nagykanizsa im Komitat Zala.

## Geografische Lage
Bocska liegt 33 Kilometer südlich des Komitatssitzes Zalaegerszeg und 12,5 Kilometer nordwestlich der Kreisstadt Nagykanizsa an dem Fluss Kürtös-patak. Nachbargemeinden sind Börzönce, Zalaszentbalázs und Magyarszerdahely.

## Geschichte
Im Jahr 1913 gab es in der damaligen Kleingemeinde 82 Häuser und 506 Einwohner auf einer Fläche von 1259 Katastraljochen. Sie gehörte zu dieser Zeit zum Bezirk Nagykanizsa im Komitat Zala. Die ehemalige Schule mit sieben Klassen wurde in den 1920er Jahren im Rahmen einer öffentlichen Schulbaukampagne errichtet, die durch den damaligen Kulturminister Kunó Klebelsberg ins Leben gerufen worden war.

## Sehenswürdigkeiten
- Francsics-Kruzifix, erschaffen 1938
- Kalvarienberg
- Molnár-Bánhídi-Grabmal, erschaffen 1985 von György Fischer und Zoltán Tislér
- Pietà, erschaffen 1992 von György Fischer
- Römisch-katholische Kapelle Páduai Szent Antal, erbaut 1937
- Skulptur Szabadság (1956er-Denkmal), erschaffen 1992 von György Fischer
- Szent-Filoména-Statue, erschaffen von Endre Boa und Zoltán Tislér
- Weltkriegsdenkmal

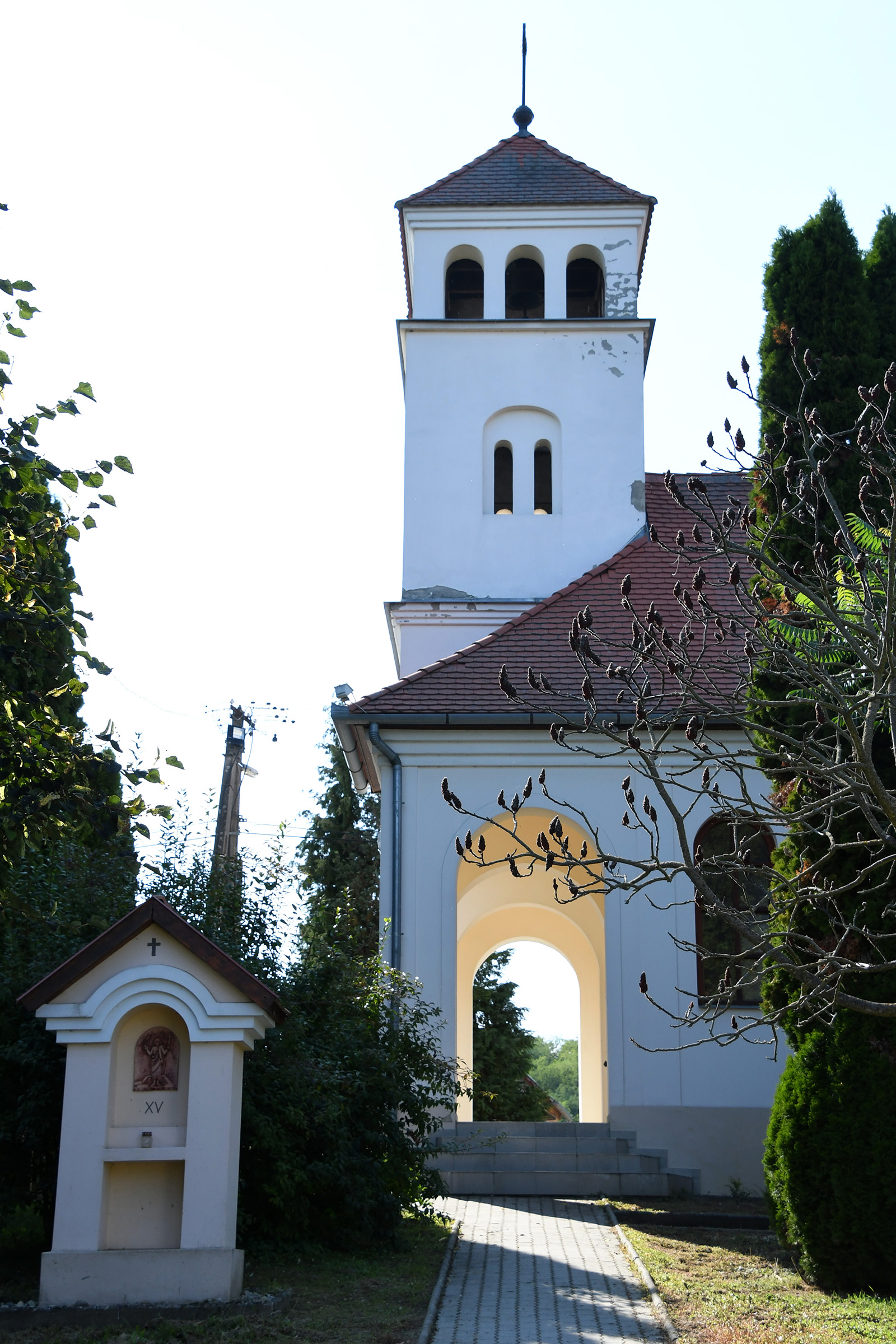
Römisch-katholische Kapelle Páduai Szent Antal
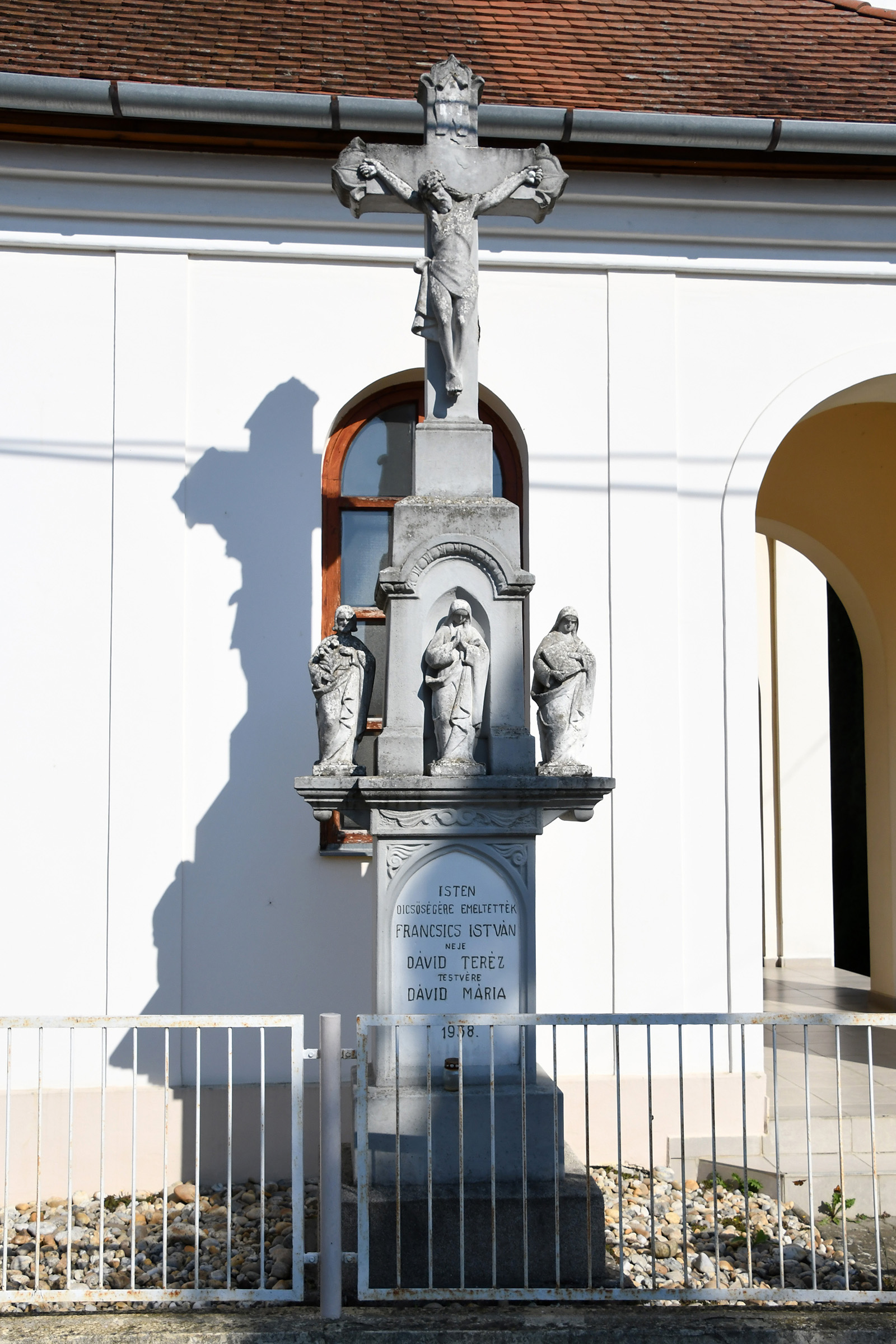
Francsics-Kruzifix
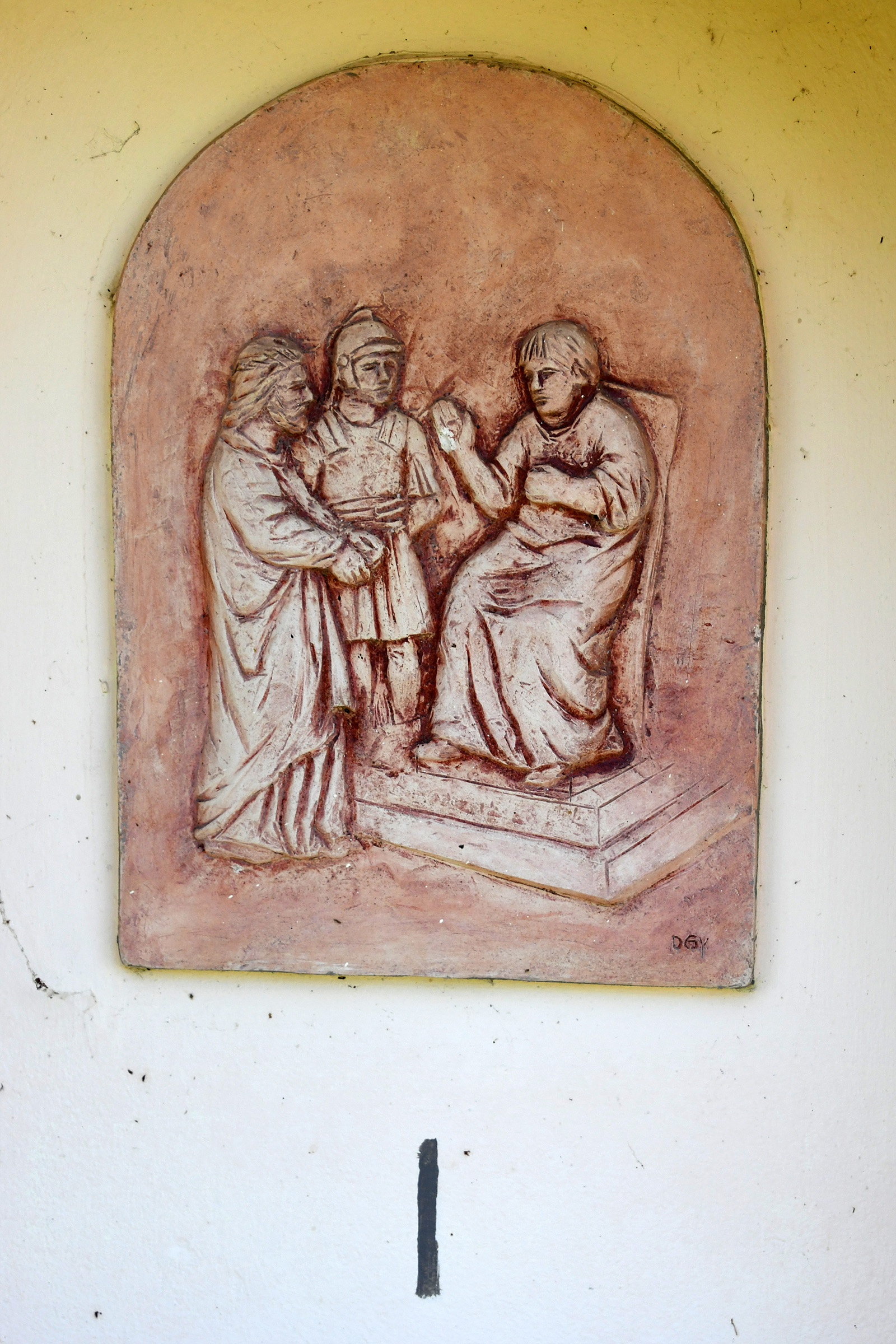
Tafel an erster Kreuzwegstation
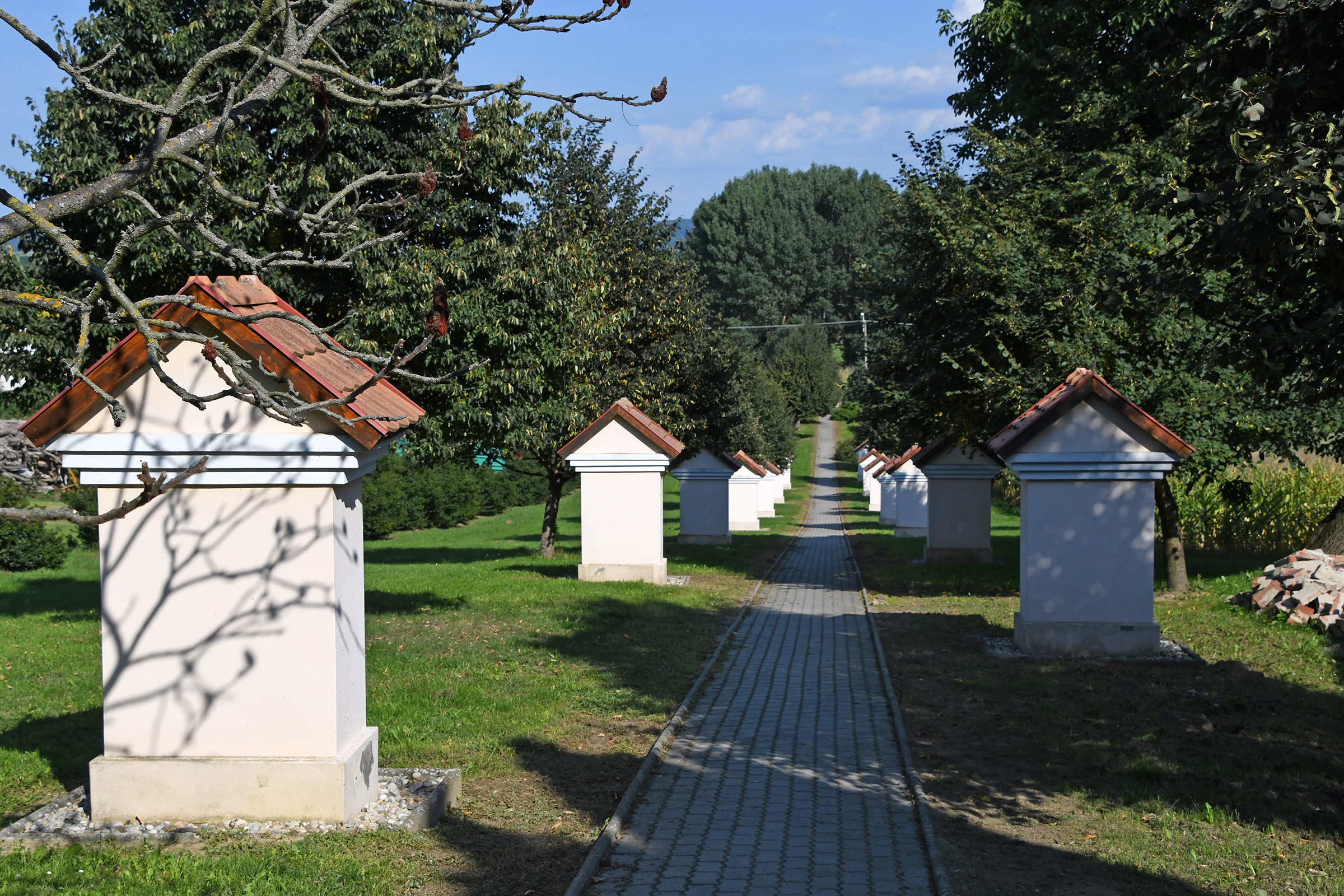
Kalvarienberg

## Verkehr
Durch Bocska verläuft die Hauptstraße Nr. 74. Es bestehen Busverbindungen über Zalaszentbalázs, Hahót und Bak nach Zalaegerszeg sowie über Magyarszentmiklós nach Nagykanizsa, wo sich der nächstgelegene Bahnhof befindet.